# رادیکالیسم

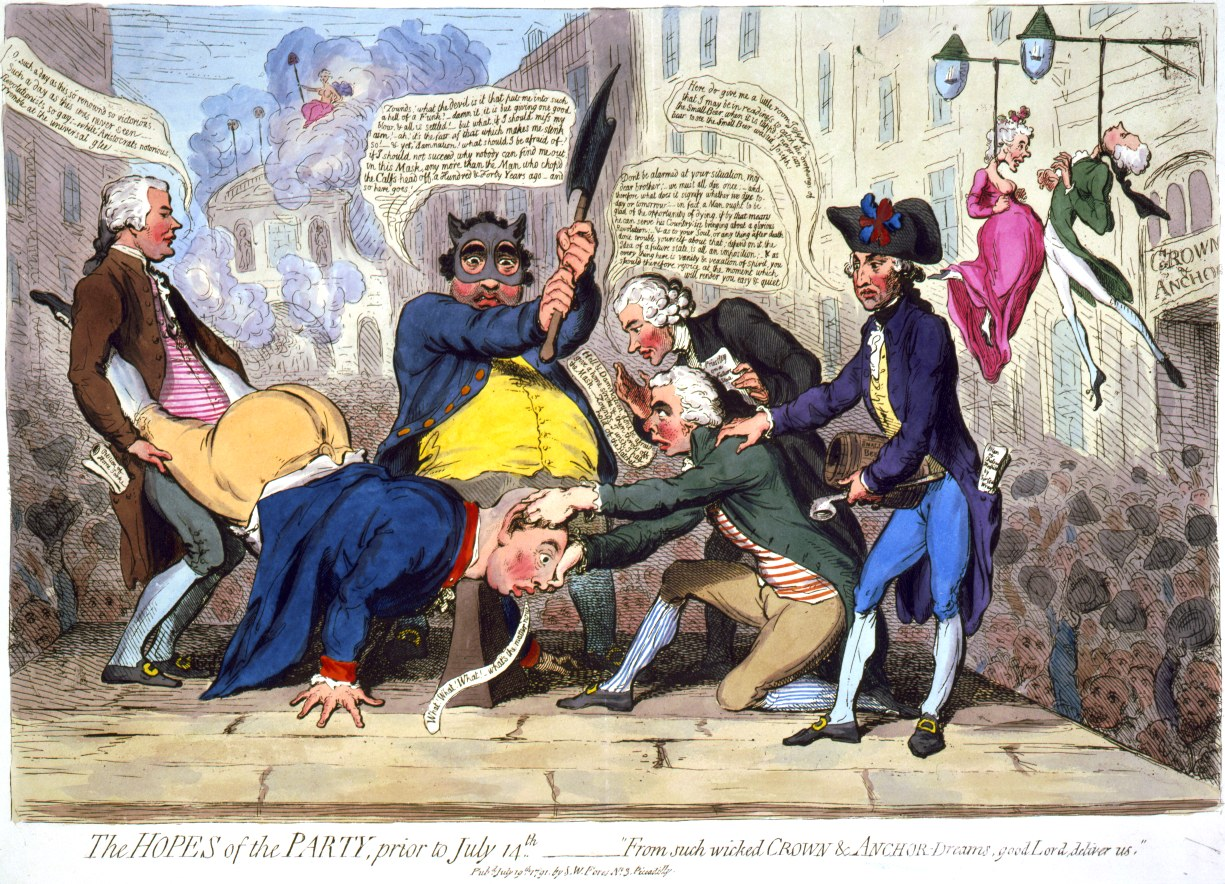
رادیکال‌گرایی

رادیکال‌گرایی یا رادیکالیسم به معنای هواخواهی و طرفداری از «دگرگونی‌های بنیادی» جامعه و نهادهای اجتماعی موجود است. رادیکال، از نظر لغوی به معنای اصل و ریشه است و در علوم اجتماعی به آن اندیشه‌هایی می‌گویند که اقداماتی تند و سخت و ریشه‌ای را در بهبود جامعه خواهانند و دگرگونی‌های بنیادی را در امور سیاسی و اقتصادی و اجتماعی طلب می‌کنند.
رادیکالیسم به آئین کسانی نیز گفته می‌شود که دارای افکار چپ‌گرا یا راست‌گرای افراطی نیز می‌باشند که پس از آنها لیبرال‌ها و میانه‌روها و بعد محافظه‌کاران قرار دارند و در آن سر طیف سیاسی مرتجعان هستند که متمایل به بازگشت به گذشته هستند.